# Zvjezdan Radin
Zvjezdan Radin (* 28. Oktober 1953) ist ein ehemaliger jugoslawischer Fußballspieler.

## Karriere

### Vereine
Radin gehörte von 1972 bis 1984 dem in der jugoslawischen Teilrepublik Kroatien ansässigen HNK Rijeka an, mit dem er in den ersten beiden Saisons noch in der 2. jugoslawischen Liga vertreten war. Mit dem vierten Platz am Saisonende 1983/84 erreichte er mit seiner Mannschaft das beste Ergebnis. Während seiner Vereinszugehörigkeit gewann er zweimal den nationalen Vereinspokal und nahm infolgedessen auch zweimal am Wettbewerb um den Europapokal der Pokalsieger teil. 1978/79 bestritt er seine ersten vier Spiele auf internationaler Vereinsebene; die beiden Erstrundenspiele gegen den AFC Wrexham und die beiden Zweitrundenspiele gegen den KSK Beveren, wobei die 0:2-Niederlage im Rückspiel das Ausscheiden bedeutete. 1979/80 überstand seine Mannschaft sowohl die 1. als auch die 2. Runde gegen Vertreter aus Belgien und der Tschechoslowakei. Im Rückspiel der Viertelfinalbegegnung mit Juventus Turin folgte abermals das Aus; in diesem wurde er nicht eingesetzt. Aufgrund der besten Platzierung 1984 war seine Mannschaft im Wettbewerb um den UEFA-Cup vertreten; er bestritt beide Erstrundenspiele gegen Real Valladolid, gegen Real Madrid beim Ausscheiden in der 2. Runde, wurde er nicht berücksichtigt. Des Weiteren kam er im wiederbelebten Wettbewerb um den Mitropapokal 1974/75 in der Gruppe A zweimal gegen den FC Tatabánya zum Einsatz, wie auch im Wettbewerb um den Intertoto Cup 1977 in beiden Spielen der Gruppe 6 gegen den BK Frem Kopenhagen.
Nach Deutschland gelangt, kam er in der Saison 1984/85 in 13 Spielen der 2. Bundesliga zum Einsatz. Er debütierte am 13. Oktober 1984 (10. Spieltag) beim 1:1-Unentschieden im Auswärtsspiel gegen den MSV Duisburg und erzielte mit dem Treffer zum 1:0 beim 1:1-Unentschieden am 17. November 1984 (17. Spieltag) im Heimspiel gegen Blau-Weiß 90 Berlin sein einziges Zweitligator. Im Wettbewerb um den DFB-Pokal wurde er einzig am 21. November 1984 bei der 2:4-Zweitrunden-Niederlage beim baden-württembergischen Oberligisten SC Geislingen eingesetzt.
In seine Heimat zurückgekehrt, spielte er für den in der Teilrepublik Kroatien ansässigen NK Zadar eine Saison und beendete 1986 seine Spielerkarriere.

### Nationalmannschaft
Radin spielte im Jahr 1974 für die Amateurnationalmannschaft Jugoslawiens im Wettbewerb um den UEFA-Amateur-Cup. Am 28. April erreichte seine Mannschaft – nachdem sie sich zuvor im Halbfinale mit 2:1 gegen die Amateurnationalmannschaft Spaniens durchgesetzt hatte – das Finale. Die Begegnung in Rijeka gegen die Amateurnationalmannschaft Deutschlands wurde aufgrund des morastigen Spielfeldes nach Regenschauern nicht ausgetragen und beide Mannschaften zu Siegern erklärt.

## Erfolge
- Europameister der Amateure 1974
- Jugoslawischer Pokalsieger 1978, 1979